# 후카자와 타츠야
후카자와 타츠야(일본어: 深澤 辰哉 후카자와 다쓰야[*], 1992년 5월 5일 ~ )는 일본의 아이돌이자 댄서이며, Snow Man의 멤버이다. STARTO ENTERTAINMENT 소속이며, 애칭은 훗카이다.

## 약력
- 2004년 8월 12일, 자니즈 사무소 입소.
- 「Ya-Ya-Yah」 추가 공개 오디션으로 합격해 입소하며, 동기로는 Hey! Say! JUMP의 야마다 료스케, 같은 그룹의 아베 료헤이.
- 2005년, J.J Express에 가입.
- 2007년, 댄스 유닛 Jr.BOYS에 가입.
- 2009년, Mis Snow Man이 결성.
- 2012년 5월, Snow Man이 결성.

## 인물[2]
- 1남 1녀로 장남. 여동생과는 2살 차이가 난다.
- 자신의 장점은 누구라도 친해질 수 있는 것. 단점은 싫증을 잘 내는 것.
- 취미는 인간 관찰. 특기는 모노마네.
- 존경하는 선배는 타키자와 히데아키, A.B.C-Z의 카와이 후미토.

## 출연

### 영화
- HOT SNOW (2011년 7월 9일 개봉) -단노 후미야 役
- 극장판 사립 바카레아 고교 (2012년 10월 13일 개봉) -이가라시 슌 役
- 극장판 BAD BOYS J - 마지막에 지키는 것 - (2013년 11월 9일 개봉) -이와미 에이지 役

### 드라마
- 하나씨의 간단요리 제 4화 (2012년 10월 ~ 12월, MBS) -코미야 役
- BAD BOYS J (2013년 4월 ~ 6월, NTV) -이와미 에이지 役
- 오빠, 가챠 제 3화 (2015년 1월 24일, NTV) -세이기 役[3]
- 오빠, 가챠 제 4화 (2015년 1월 31일, NTV) -세이기 役

### CM
- 로토제약 OXY 데오드란트 바디로션 (2008년)
- 닛신식품 닛신야키소바 U.F.O (2009년)
- AOKI 후렛샤즈 「정장 데뷔 편」 (2013년)

### 음악방송
- 더 소년구락부 (2004년 ~ 현재, NHK BS 프리미엄)

### 버라이어티
- 스마시프 (2014년 3월 9일, TV 아사히)
- 망상 리스트 (2014년 7월 2일, 후지 TV)
- 가무샤라! (2014년 ~ 현재, TV 아사히)

### PV
- 다키 앤 쓰바사 「愛はタカラモノ」 (2010년)
- 타키 앤 츠바사 「REAL DX」 (2012년)
- A.B.C-Z 「Twinkle Twinkle A.B.C-Z」 (2013년)
- A.B.C-Z 「Shower Gate」 (2015년)

### 무대
그룹의 출연은 Snow Man#출연을 참조. 개인의 출연만 기재.
- DREAM BOYS (2006년 1월 3일 ~ 1월 29일, 제국 극장)
- 타키자와 연무성 (2006년 3월 7일 ~ 4월 25일, 신바시 연무장)
- One! -The History of Tackey- (2006년 9월 15일 ~ 28일, 닛세이 극장)